# William Nicholson (químico)
William Nicholson (13 de diciembre de 1753-21 de mayo de 1815) fue un químico inglés de renombre, escritor sobre "filosofía natural" y química, así como traductor, periodista, editor, científico e inventor.

## Sus comienzos
Era hijo de un abogado de Londres, que trabajaba en el Inner Temple. Después de abandonar la escuela, hizo dos viajes como guardiamarina de la British East India Company, una compañía que navegaba a la India. Posteriormente, trabajó un tiempo como abogado, pero, tras conocer a Josiah Wedgwood en 1775, se trasladó a Ámsterdam, donde se ganó la vida durante unos años como agente de ventas de cerámica.

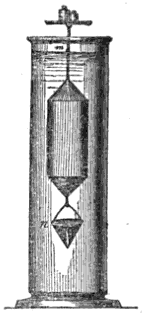
Areómetro de Nicholson.

## Escritor y traductor
A su regreso a Inglaterra, fue persuadido por Thomas Holcroft para que aplicara su talento literario a escribir relatos cortos para los periódicos, mientras que también ayudaba a Holcroft con algunas de sus obras de teatro y novelas. Mientras tanto, se dedicó a la preparación de una Introducción a la Filosofía Natural, que se publicó en 1781 y fue un éxito inmediato. A continuación realizó la traducción de Elementos de la filosofía de Newton, de Voltaire, y finalmente acabó dedicado a la actividad científica y el periodismo filosófico. En 1784 fue nombrado secretario de la Cámara General de Fabricantes de Gran Bretaña, y también estuvo relacionado con la Sociedad para el Fomento de la Arquitectura Naval, creada en 1791. Prestó mucha atención a la construcción de diversas máquinas de corte, afilado e impresión. También inventó un areómetro.
En 1797 empezó a publicar y contribuir con la Revista de Filosofía Natural, Química y Artes, la primera obra de su tipo en Gran Bretaña, cuya publicación se prolongó hasta 1814. En 1799 fundó una escuela en el Soho Square de Londres, donde enseñaba filosofía natural y química.

## Químico
Siguiendo indicaciones de Alejandro Volta construyó una pila junto a Anthony Carlisle. Con el fin de mejorar la conexión eléctrica, conectaron los electrodos de la pila a un recipiente con agua. Notaron que en uno de los terminales aparecía hidrógeno y en el otro, oxígeno, procedentes de la descomposición del agua. Así descubrieron en 1800 la electrólisis, fenómeno que, mediante una corriente eléctrica, permite separar los diferentes elementos que componen un compuesto. Humphry Davy usó la electrólisis para descomponer diferentes sales y así descubrió el sodio y el potasio. Posteriormente, se obtuvo bario, calcio, magnesio y estroncio.

## Últimos años
Murió en Bloomsbury, a la edad de 61 años. 